# Einnorden mit Excel
Einnorden mit Excel, auch Lüthen-Kahlhöfer-Methode genannt, ist eine Methode zur Einnordung äquatorialer Montierungen für astronomische Teleskope mithilfe von Digitalkamera und Computer. Die Methode ist einfach, genau und sicher und somit eine interessante, moderne Alternative zur bekannten Scheiner-Methode.
Bei der Einnordung soll die Stundenachse (Rektaszensionsachse) der Montierung genau parallel zur Erdachse ausgerichtet werden. Eine sorgfältige Einnordung ist Voraussetzung für die Astrofotografie mit langen Brennweiten oder langen Belichtungszeiten oder für die Benutzung der Teilkreise der Montierung bei der Suche nach Himmelsobjekten.

## Aufnahmetechnik
Eine Kamera mit Normalobjektiv oder einem kurzen Teleobjektiv wird mit einer geeigneten Halterung  vorne auf dem Teleskoptubus oder direkt auf der Montierung befestigt und ungefähr auf den Himmelspol gerichtet. Dann macht man eine Aufnahme mit Belichtungseinstellung „B“ (Bulb), wobei die Kamera langsam um die Stundenachse der Montierung gedreht wird. Dadurch erhält man eine Art Strichspuraufnahme, wobei die Strichspuren jedoch nicht durch die scheinbare Drehung des Himmels, sondern durch die Drehung der Kamera entstanden sind. Anfang und Ende der Strichspuren sollen mit ein paar Sekunden statischer Belichtung deutlich markiert werden. Infolge der Drehung ist die Information über die aktuelle Ausrichtung der Stundenachse in der Aufnahme versteckt. Alternativ kann man auch 2 statische Aufnahmen machen, die sich durch eine Drehung um die Stundenachse unterscheiden. 

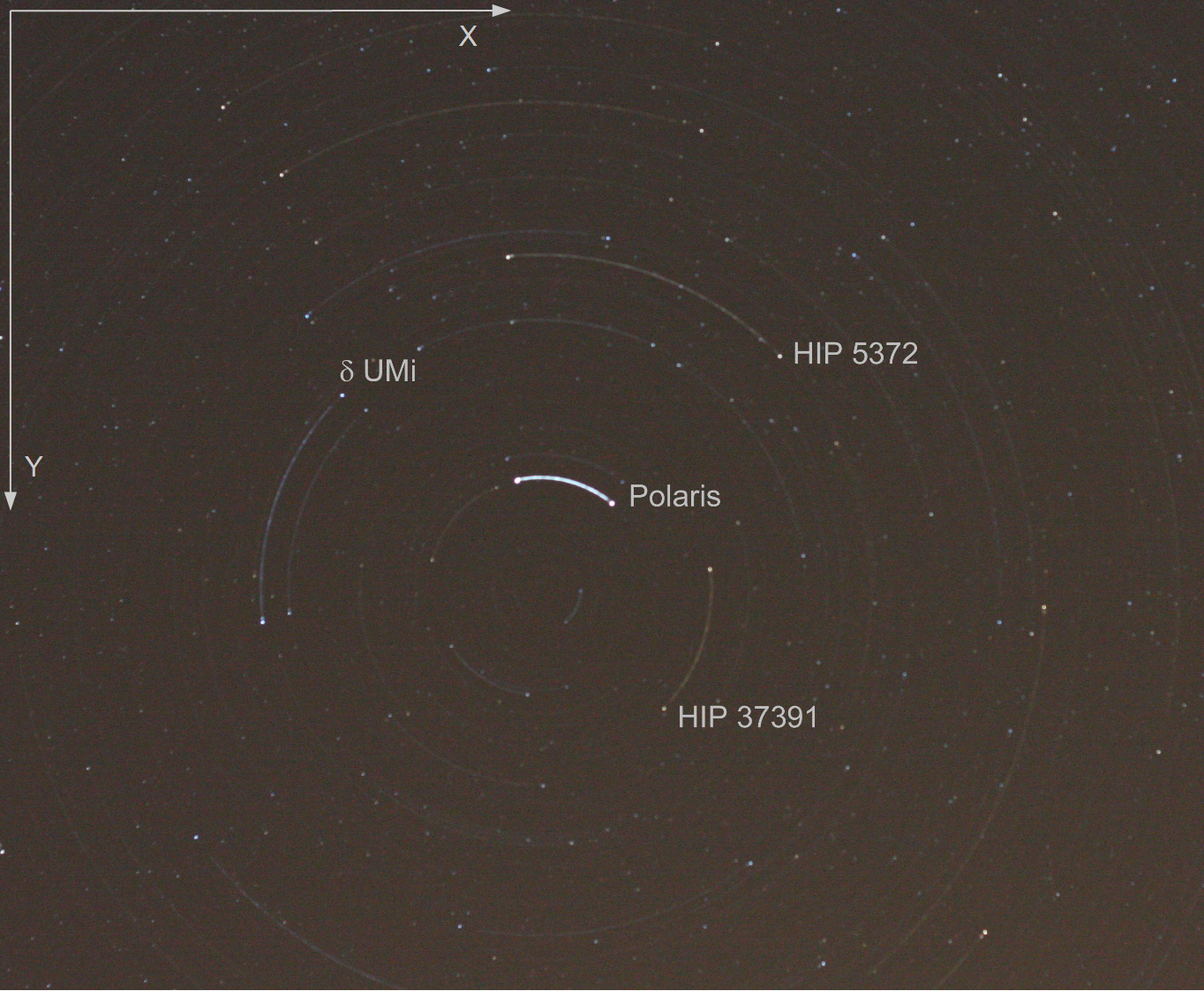
Strichspuraufnahme der Nordpolarregion

## Auswertung der Aufnahmen
Zur Auswertung der Aufnahmen wurde eine spezielle Excel-Tabelle entwickelt.
Für drei Sterne werden die rechtwinkligen X-Y-Koordinaten an beiden Enden ihrer Strichspuren, bzw. auf beiden statischen Aufnahmen gemessen. Außerdem brauchen wir die aktuelle Rektaszension und Deklination (Astronomie) der drei Sterne, den Zeitpunkt der Aufnahme und die geografischen Koordinaten des Standortes. Die Berechnung in der Excel-Tabelle ergibt dann sofort die erforderliche Korrektur der Nord-Süd-Richtung und der Polhöhe in Grad. Diese Werte können in einem Hilfsfeld der Tabelle noch in die entsprechende Anzahl Umdrehungen der Stellschrauben umgerechnet werden. Damit kommt man zügig zum Ziel. 

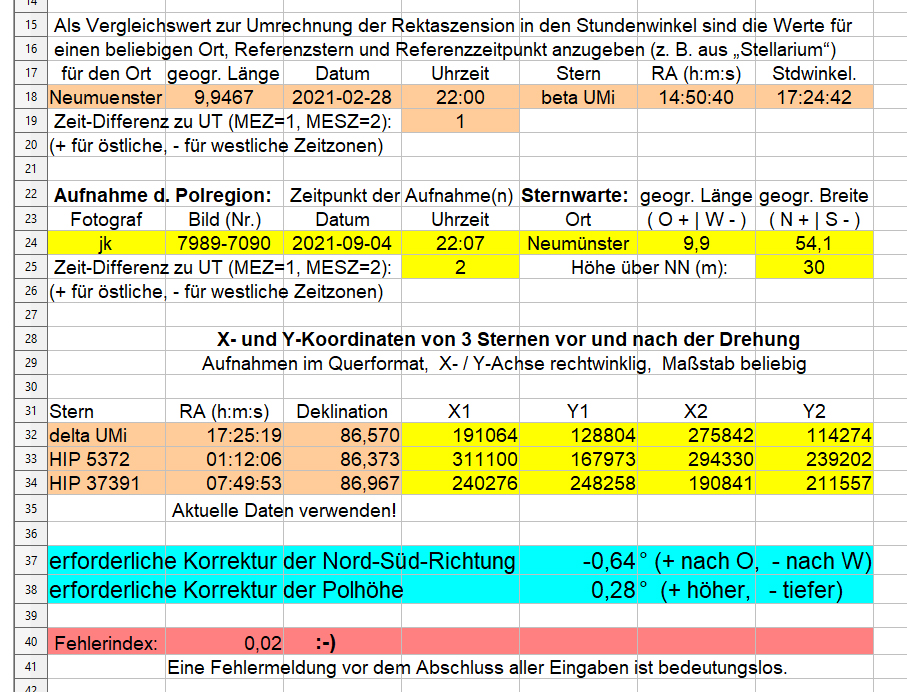
Interaktiver Bereich der Excel-Tabelle

Die Kalkulationstabelle mit ausführlicher Anleitung ist zum kostenlosen Download auf der Internetseite der vhs-Sternwarte Neumünster erhältlich.